# 金光正男
金光 正男（かなみつ まさお、安政元年（1854年） - 没年不詳）は、岡山藩士。金光敬蔵の子。諱は不明（花押の上に吉の文字が書いてあり、片諱は「吉」の付く名前であることは分かっている）。

## 経歴
父の敬蔵が文久2年（1862年）8月27日に急病のため死去した後、10月18日に僅か8歳で跡目相続し、輿坊主として出仕。
明治2年（1869年）、15歳の時に藩政改革により兵学館で洋式軍隊の修行を受けた後、御城番支配格に仰付けられたことが確認できるが、その後の足跡は不明。